# Sint-Hubertuskerk (Genhout)
De Sint-Hubertuskerk is een kerkgebouw in Genhout in de Nederlands Zuid-Limburgse gemeente Beek. Het gebouw staat in de Hubertusstraat, de hoofdstraat door het dorp in het Groot-Genhoutse deel.
De kerk is een rijksmonument en is gewijd aan Sint-Hubertus.

## Geschiedenis
In 1933 werd de parochie opgericht en scheidde men zich af van de parochie van Beek. Tevens werd er dat jaar de pastorie gebouwd naar het ontwerp van architect Stephan Dings uit Beek.
In de periode 1936-1937 werd de kerk gebouwd naar het ontwerp van architect Alphons Boosten uit Maastricht. De kerk werd ontworpen geïnspireerd op de façade van de romaanse Onze Lieve Vrouwe-basiliek te Maastricht en is opgetrokken in een romantisch-modernistische stijl. De kerk wordt beschouwd als een van de belangrijkste exponenten van het zogenoemde Limburgse Reveil, een regionale kunststroming uit het Interbellum die haar inspiratie veelal vond in een zelfbewuste, persoonlijke en romantische benadering van de eigen geboortestreek. Kunstenaars die hebben meegewerkt aan de totstandkoming van het kerkgebouw zijn Henri Jonas, Charles Eyck, Joep Nicolas, Charles Vos, Gisèle Waterschoot van der Gracht, Jacques Verheyen, Jef Scheffers, Yvonne Trypels en Eugène Quanjel.

## Galerij

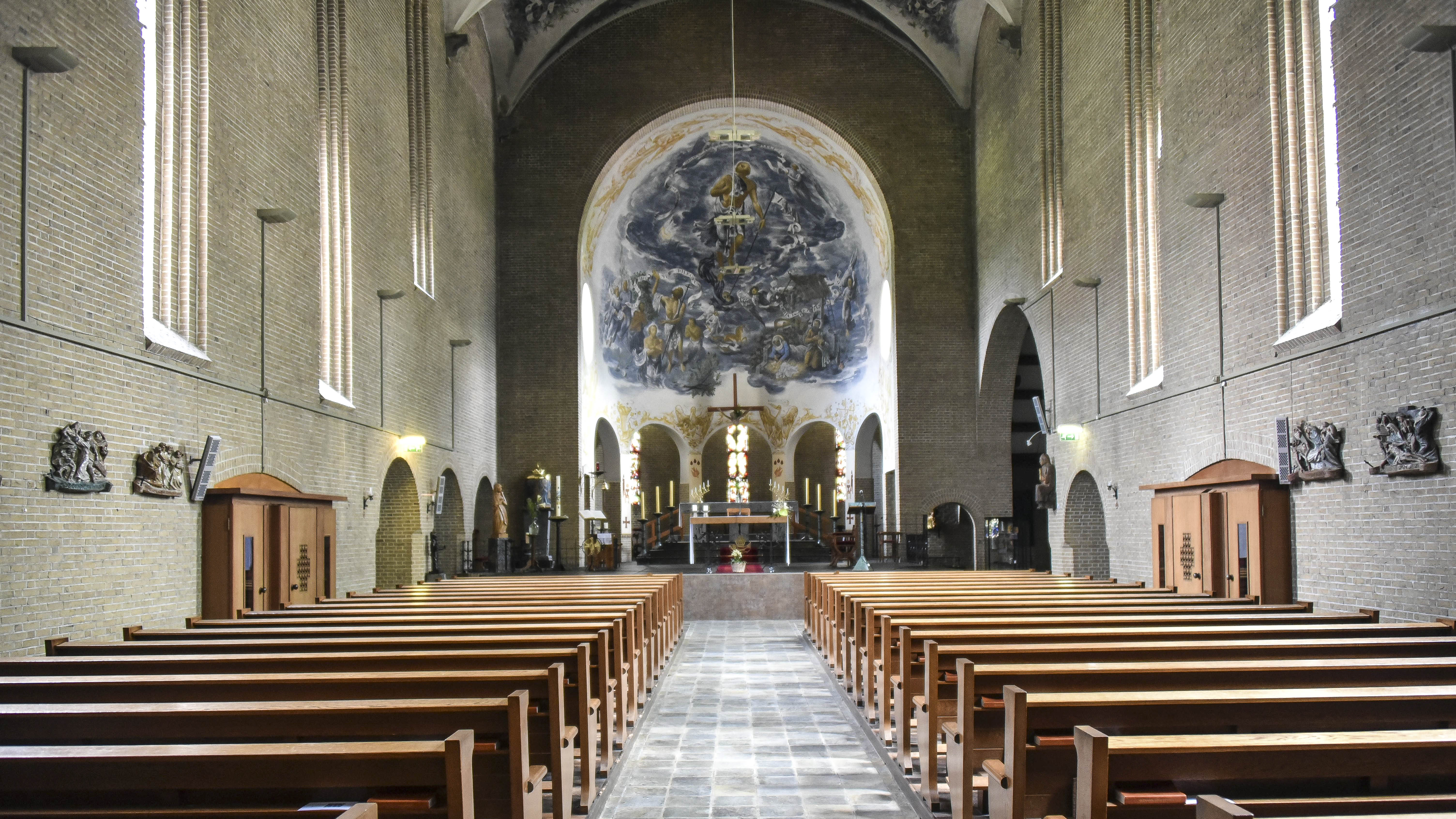
Kerkinterieur
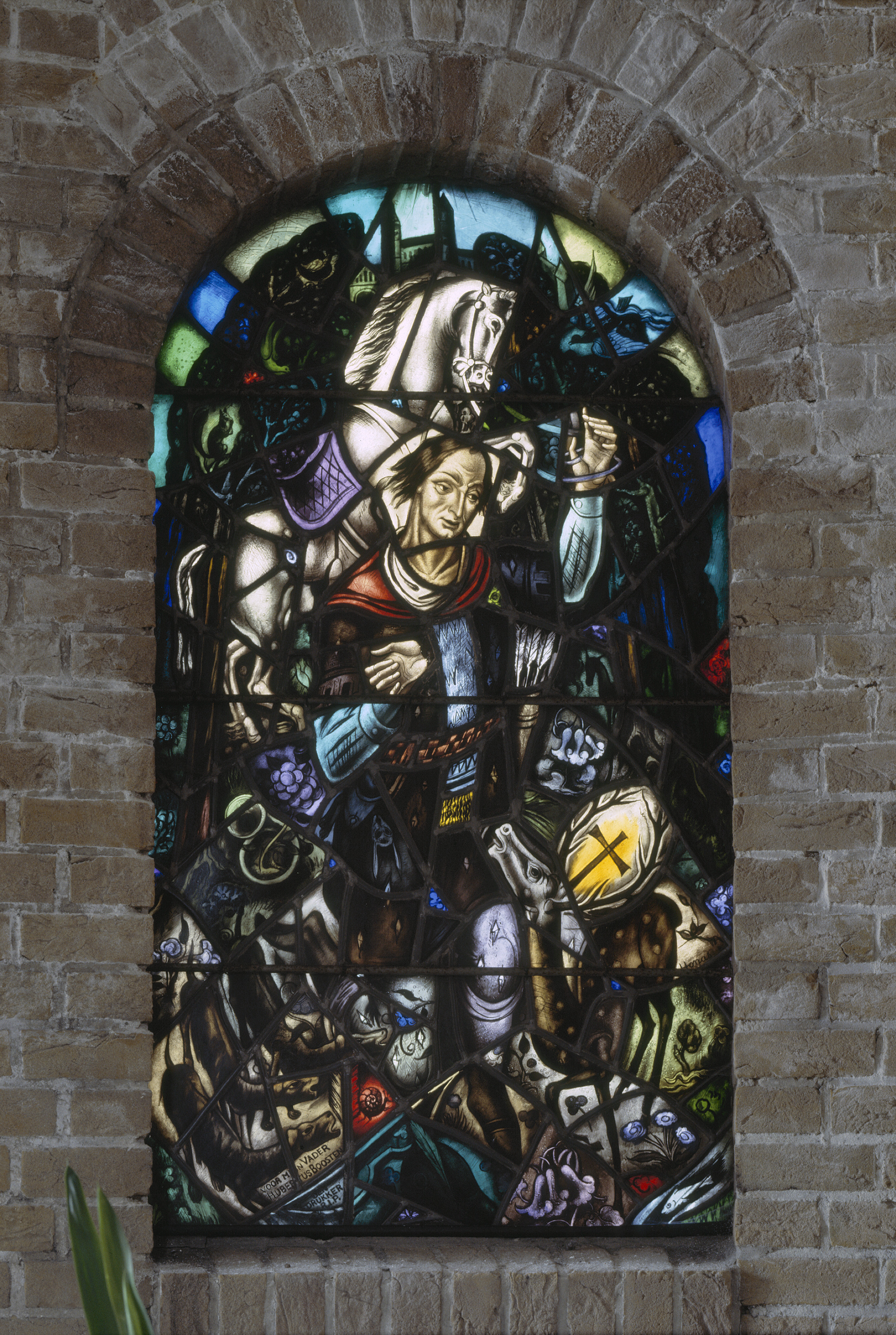
Raam door Henri Jonas
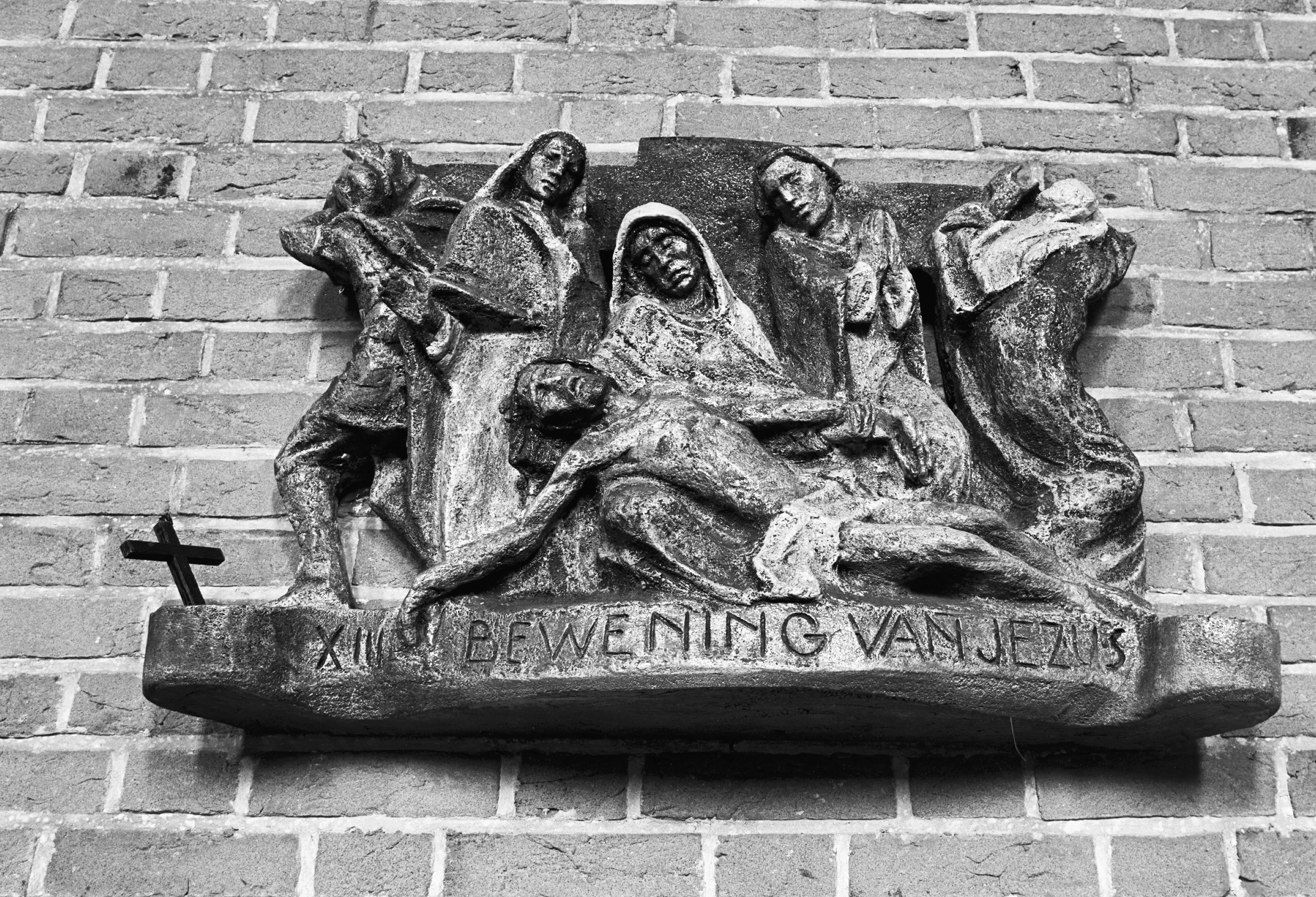
Kruiswegstatie door Charles Vos
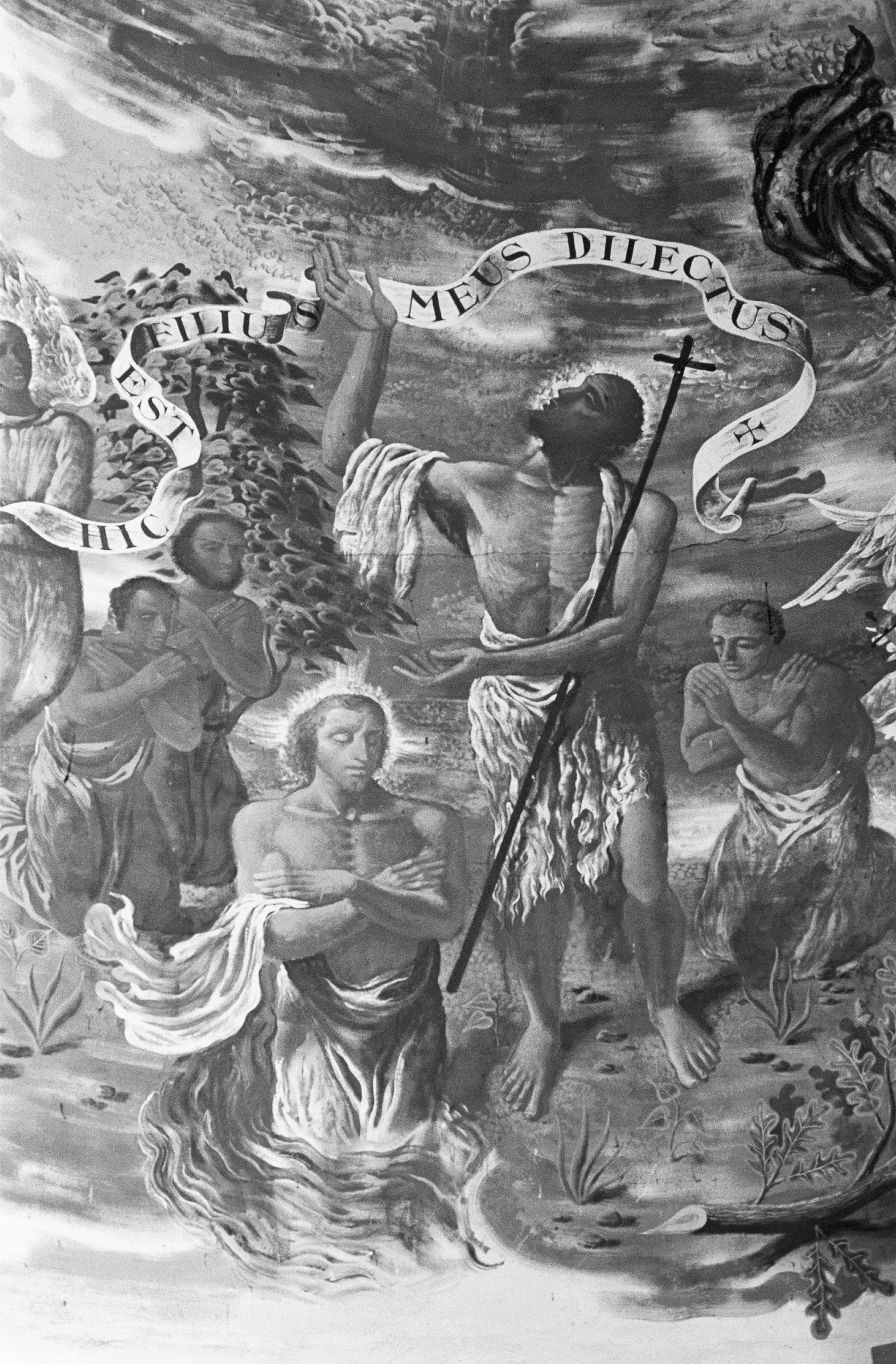
Schildering door Charles Eyck

## Opbouw
Het kerkgebouw is noordoost-zuidwest gepositioneerd met het koor in de richting van het noordoosten. Het gebouw is opgetrokken uit Beker gele bakstenen en de 42 meter hoge toren heeft een opvallend groen spits dak dat van koper gemaakt is. Het gebouw bestaat uit een toren die ten noorden van de lengte-as is geplaatst, een eenbeukig schip, twee dwarsarmen en een koor.